# Rita Williams
Rita Williams (Norwalk, 14 gennaio 1976) è un'ex cestista statunitense, professionista nella WNBA.

## Carriera
È stata selezionata dalle Washington Mystics al secondo giro del Draft WNBA 1998 (13ª scelta assoluta).